# Сан Ђовани (Асколи Пичено)
Сан Ђовани (итал. San Giovanni) насеље је у Италији у округу Асколи Пичено, региону Марке.
Према процени из 2011. у насељу је живело 129 становника. Насеље се налази на надморској висини од 252 м.